# ميخائيل باتريك كويل
ميخائيل باتريك كويل (بالإنجليزية: Michael Coyle)‏ هو ملحن أمريكي، ولد في 2 مايو 1957.